# Sajanbjergene
Sajanbjergene (russisk: Саяны – Sajany) er en bjergkæde i det sydlige Sibirien i Rusland. De udgør en del af De sydsibirske bjerge som strækker sig fra Centralasien i vest til Okhotske Hav i øst.
Sajanbjergene består af Øst-Sajan, som strækker sig fra Jenisej på 92° Ø til Bajkalsøen og ind i Khövsgöl aimag (provins) i Mongoliet, og Vest-Sajan, som danner en østlig fortsættelse af Altajbjergene, og strækker sig 500 km fra 89° Ø til midt på Øst-Sajan på 96° Ø. I Øst-Sajan findes de højeste bjerge, med Munku Sardyk på 3.492 moh som det højeste. Vest-Sajan er noget lavere, med toppe op til 2.930 moh.
I nord grænser Sajanbjergene til Det centralsibirske plateau, i øst til Angara og Bajkalsøen, i syd til Tannu-Ola bjergene, i vest til Altajbjergene og i nordvest går bjergene over i Det vestsibirske lavland. Syd før Sajanbjergene ligger republikken Tuva, og i nord republikken Khakasien og Krasnojarsk kraj.
I Sajanbjergene har floden Jenisej sit udspring, sammen med mange af dens største bifloder, som Abakan, Irkut, Kan, Oka og Uda.

## Geografi
Sajanbjergene ligger for det meste på højder fra 2.000 til 2.700 meter, men enkelte toppe, hovedsagelig bestående af graniter og metamorfe skifer, når op i over 3.000 meter, med Munku-Sardyk på 3.492 meter som den højeste. De vigtigste bjergpas ligger på 1.800 til 2.300 moh. som Muztaghpasset på 2.280 m, Mongolpasset på 1.980 m, Tenghyzpasset på 2.280 m og Obo-sarympasset på 1.860 m.
Ved 92° Ø blir Vest-Sajan gennemskåret af Øvre Jenisej, og på 106° Ø ender Øst-Sajan over sænkningen til Selenga-Orkhondalen. Fra Det mongolske plateau er stigningen mest ganske svag, men op fra sletterne i Sibirien er der meget brattere, til trods for at Sajankæden ligger bag et bælte af subsidiære bjergkæder af alpin karakter, som Usinskbjergene, Ojabjergene, Tunkabjergene, Kitojbjergene og Belajabjergene. Mellem Jenisejkløften og Khövsgölsøen på 100° 30' Ø kaldes bjergkæden også Jerghik-taiga.
Vegetationen i bjergkæden er stort set sparsom, men i de højere områder findes gode skove af lærk, gran, ene, birk og el, med rhododendron og flere arter af berberis og rips. Lav og mos vokser på de øverste skråninger.